# Альбрехт II (герцог Мекленбурга)
А́льбрехт II, ге́рцог Мекленбу́ргский (нем. Albrecht II., Herzog zu Mecklenburg; (1318, Шверин — 18 февраля 1379) — герцог Мекленбурга в 1348—1379 годах.

## Биография
Альбрехт II — сын князя Генриха II Мекленбургского и Анны Саксен-Виттебергской, дочери герцога Альбрехта II Саксен-Виттенбергского. С 1329 года Альбрехт управлял Мекленбургом при регенте, с 1336 года — самостоятельно. Вместе с померанскими герцогами Оттоном I и Барнимом III вёл войну против Бранденбурга (Померанско-Бранденбургская война). 8 июля 1348 года вместе со своим братом Иоганном I получил от императора Карла IV титул герцога и включён в имперское сословие. При разделе страны 25 ноября 1352 года получил Росток и основные земли Мекленбурга. В 1357 году присвоил себе Шверинское графство. Как и Карл IV, сначала поддержал Лжевальдемара, но в 1350 году помирился с маркграфом Людвигом. 20 февраля 1368 года Альбрехт II вступил в альянс с вендскими ганзейскими городами. Незадолго до смерти поручил летописцу Эрнсту фон Кирхбергу написать Мекленбургскую рифмованную хронику. Похоронен в Доберанском монастыре.

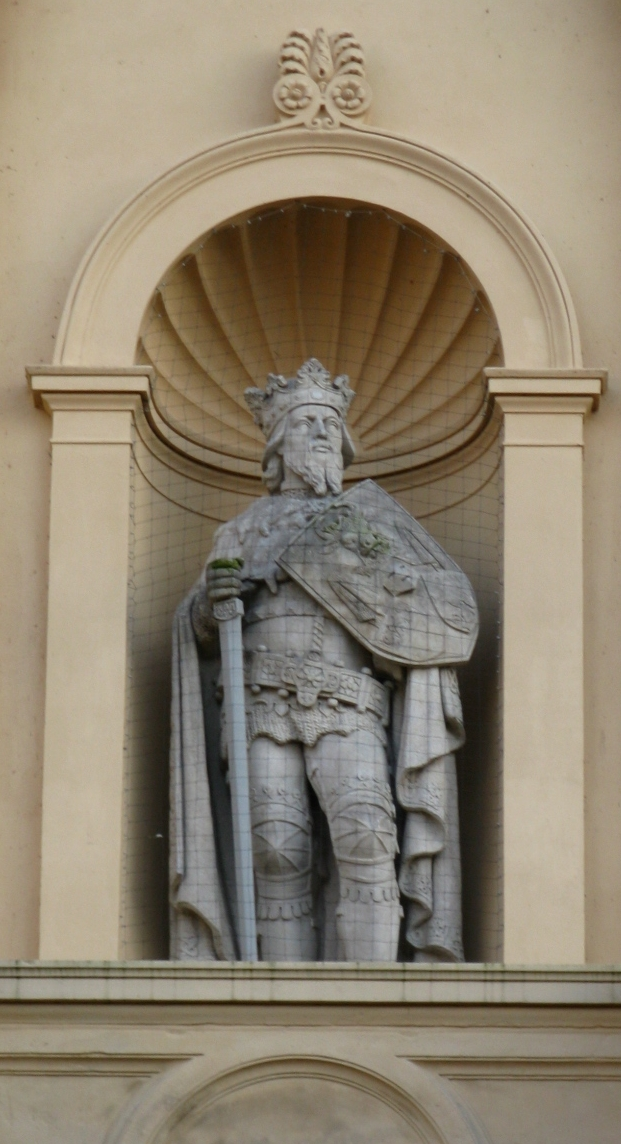
Статуя Альбрехта II в Шверинском замке

## Потомки
Альбрехт II был женат на Евфимии, герцогине Шведской, а позднее на Аделаиде, графине Гонштейна.
- Генрих III (1337—1383) — герцог Мекленбурга (1379—1383)
- Альбрехт III (1338—1412) — герцог Мекленбурга (1388—1412) и король Швеции
- Магнус I (после 1338—1384) — герцог Мекленбурга (1379—1384)
- Ингеборга (ок. 1340—1395), замужем в первом браке за Людвигом VI Баварским, во втором — за Генрихом II Гольштейнским
- Анна (ум. 1415), замужем за Адольфом IX Шаумбургским